# سيلينة مموجة
السيلينة المموجة (باللاتينية: Silene nutans) نوع نباتي يتبع جنس السيلينة من الفصيلة القرنفلية.

## الموئل والانتشار
موطنها كل مناطق أوروبا تقريبًا.

## مرادفات للاسم العلمي
- (باللاتينية: Silene brachypoda Rouy)
- (باللاتينية: Silene nutans subsp. brachypoda (Rouy) Asch. & Graebn.)
- (باللاتينية: Silene nutans L. var. nutans)
- (باللاتينية: Silene nutans var. dubia)